# Reem Frainah
Reem Omar Frainah (arabisch ريم عمر فرينة; * vor 1980) ist eine palästinensische Menschenrechts-Aktivistin. Sie ist Exekutivdirektorin von Aisha Association for Woman and Child Protection.

## Biographie
Reem Frainah arbeitet seit 1993 auf dem Gebiet des Frauen- und Kinderschutzes in Palästina. Neben ihrem Aktivismus studierte sie Mathematik an der Universität. Nach ihrem Bachelorabschluss arbeitete sie als Lehrerin an Grundschulen. Durch einen einjährigen Trainingskurs beim Gaza Community Mental Health Program (GCMHP) kam sie in Kontakt zu dem palästinensischen Psychiater Eyad al-Sarraj, der auch Teilnehmer der palästinensischen Delegation bei den Friedensgesprächen in Camp David 2000 war. Durch ihn entwickelte sie Interesse für Psychologie und absolvierte ein Masterstudium in Psychologie an der al-Azhar-Universität Gaza. In ihrer Abschlussarbeit beschäftigte sie sich mit dem Einfluss von religiösem Engagement auf eheliche Beziehungen in Gaza-Stadt.
Eines der Programme beim GCMHP entwickelte sich weiter zur Aisha Association for Woman and Child Protection (AISHA), einer unabhängigen palästinensischen Frauenorganisation, die sich für die Integration der Geschlechter durch wirtschaftliche Stärkung und psychosoziale Unterstützung marginalisierter Gruppen v. a. im Norden des Gazastreifen und Gaza-Stadt einsetzt. Als AISHA sich als unabhängige Institution 2009 gründete, wurde Frainah zu ihrer Programmkoordinatorin ernannt. 2013 wurde sie AISHA-Exekutivdirektorin.
Ihre Haupttätigkeit besteht im Unterrichten und in der Bereitstellung einer Vielzahl von Dienstleistungen für die am meisten benachteiligten Frauen und Kinder in Gaza. Außerdem verfasst sie Artikel, Studien und Arbeitspapiere, organisiert Seminare zu diesen Themen und veranstaltete Workshops mit verschiedenen Akteuren wie Vertretern der palästinensischen Autonomiebehörde, der Palästina-Bank, der Deutsche Gesellschaft für Internationale Zusammenarbeit und anderen.